# Agrostis ascendens
Agrostis ascendens é uma espécie de gramínea do gênero Agrostis, pertencente à família Poaceae.